# Veredero
Se llama veredero a la persona que va enviada con despachos para notificarlos o publicarlos en varios lugares .
En el ámbito militar, el veredero era una especie de correo de a pie o andarín. En los ejércitos de Occidente se empleaban los verederos (viatores) para comunicar órdenes a varios puntos de la línea, las plazas, etc. y para llevar a la capital noticias de los sucesos de la guerra, de cualquier novedad inesperada, etc. 